# Sydney na Maxa
Sydney na Maxa (ang. Sydney to the Max, od 2019) – amerykański sitcom wytwórni Disney Channel Original Series stworzony przez Marka Reismana. W rolach głównych występują  Ruth Righi, Ava Kolker, Jackson Dollinger, Christian J. Simon, Ian Reed Kesler i Caroline Rhea. Jego amerykańska premiera odbyła się 25 stycznia 2019 na kanale Disney Channel. Polska premiera serialu odbyła się 4 maja 2020 na antenie Disney Channel.
Dnia 23 maja 2019 stacja Disney Channel potwierdziła, że powstanie drugi sezon serialu, a jego premiera odbyła się 13 grudnia 2019. 21 listopada 2019 zostało ogłoszone, że serial otrzymał zamówienie na trzeci sezon.

## Fabuła
Serial opisuje perypetie dwunastoletniej Sydney Reynolds, która mieszka w Portland w stanie Oregon razem ze swoim ojcem Maxem. Samotny ojciec stara się wychować córkę, która wkracza w okres dojrzewania, a także poradzić z największym wyzwaniem jakim się podjął. Z pomocą Sydney i Maxa w ciężkich sytuacjach przychodzi babcia Judy. Cały serial został podzielony na dwie części – teraźniejszość i przeszłość, w których młody Max zmaga się z podobnymi problemami co jego córka teraz.

## Obsada
- Ruth Righi jako Sydney Reynolds
- Ava Kolker jako Olive
- Jackson Dollinger jako młody Max Reynolds
- Christian J. Simon jako Leo
- Ian Reed Kesler jako dorosły Max Reynolds
- Caroline Rhea jako Judy
- Julia Garcia jako Emmy
- Amelia Wray jako Sophia

## Odcinki

### Seria 1 (2019)
| Nr | Tytuł                              | Tytuł polski                 | Reżyseria          | Scenariusz                                                                 | Premiera         | Premiera w Polsce | Kod |
| -- | ---------------------------------- | ---------------------------- | ------------------ | -------------------------------------------------------------------------- | ---------------- | ----------------- | --- |
| 1  | Can’t Dye This                     | Nie puść farby               | David Kendall      | Mark Reisman                                                               | 25 stycznia 2019 | 4 maja 2020       | 101 |
| 2  | Who Let the Dogs In?               | Kto tu wpuścił psa?          | David Kendall      | Gary Murphy                                                                | 1 lutego 2019    | 5 maja 2020       | 106 |
| 3  | The Parent Track                   | Kontrola rodzicielska        | David Kendall      | Patrice Asuncion i Nick Rossitto                                           | 8 lutego 2019    | 6 maja 2020       | 104 |
| 4  | Adventures in Babe-Sitting         | Nianie w akcji               | Robbie Countryman  | Denise Moss                                                                | 22 lutego 2019   | 7 maja 2020       | 107 |
| 5  | Shaved by the Bell                 | Golić albo nie golić         | David Kendall      | Mark Reisman                                                               | 1 marca 2019     | 8 maja 2020       | 102 |
| 6  | I Know What You Did Last Sleepover | Nocowanie to wyzwanie        | Danielle Fishel    | Eric Zimmerman i Kirill Baru                                               | 8 marca 2019     | 11 maja 2020      | 105 |
| 7  | Good Grade Hunting                 | Ni w pięć, ni w dziewięć     | Robbie Countryman  | Maegan McConnell i Heather Wood                                            | 15 marca 2019    | 12 maja 2020      | 108 |
| 8  | You’ve Got Female                  | W kółko chłopaki             | David Kendall      | Denise Moss                                                                | 22 marca 2019    | 13 maja 2020      | 103 |
| 9  | The Lyin’ King                     | Król blef                    | Wendy Faraone      | Eric Zimmerman i Kirill Baru                                               | 29 marca 2019    | 14 maja 2020      | 109 |
| 10 | Caved & Confused                   | Jaskiniowcy                  | Jon Rosenbaum      | Nick Rossitto i Patrice Asuncion                                           | 5 kwietnia 2019  | 15 maja 2020      | 110 |
| 11 | Can’t Hardly Date                  | Znowu w grze                 | Jon Rosenbaum      | Gary Murphy                                                                | 12 kwietnia 2019 | 18 maja 2020      | 111 |
| 12 | Little Shop of Reynolds            | Rodzinny interes             | Jon Rosenbaum      | Eric Zimmerman i Kirill Baru                                               | 19 kwietnia 2019 | 19 maja 2020      | 112 |
| 13 | Dude, Where’s My Car Wash Money?   | Gdzie moja kasa?             | Danielle Fishel    | Patrice Asuncion i Nick Rossitto                                           | 26 kwietnia 2019 | 20 maja 2020      | 113 |
| 14 | As Bad as She Gets                 | Gorzej być nie może          | Danielle Fishel    | Denise Moss                                                                | 18 czerwca 2019  | 21 maja 2020      | 114 |
| 15 | There’s Something About Zach       | Kolejka do Zacha             | David Kendall      | Gary Murphy                                                                | 25 czerwca 2019  | 22 maja 2020      | 115 |
| 16 | Nuthin’ but a Dance Thang          | Najważniejszy taniec         | Jody Margolin Hahn | Denise Moss                                                                | 2 lipca 2019     | 25 maja 2020      | 116 |
| 17 | Never Been Pierced                 | Pierwsze kolczyki            | Jody Margolin Hahn | Maegan McConnell i Heather Wood                                            | 9 lipca 2019     | 26 maja 2020      | 117 |
| 18 | Nightmare on Syd Street            | Koszmar z ulicy Syd          | Ian Reed Kesler    | Kirill Baru i Eric Zimmerman                                               | 16 lipca 2019    | 27 maja 2020      | 118 |
| 19 | Mo’ Grandmas, Mo’ Problems         | Dwie babcie, dwa problemy    | Danielle Fishel    | Nick Rossitto i Patrice Asuncion                                           | 16 lipca 2019    | 28 maja 2020      | 119 |
| 20 | Dancin’ the Vida Loca              | Tańcz do upadłego            | David Kendall      | Gary Murphy                                                                | 23 lipca 2019    | 29 maja 2020      | 120 |
| 21 | How Sydney Got Her Phone Back      | Jak Sydney odzyskała telefon | Robbie Countryman  | Eric Zimmerman, Kirill Baru, Patrice Asuncion, Nick Rossitto i Denise Moss | 23 lipca 2019    | 29 maja 2020      | 121 |

### Seria 2 (2019-2020)
| Nr | Tytuł                       | Tytuł polski              | Reżyseria          | Scenariusz                       | Premiera         | Premiera w Polsce | Kod |
| -- | --------------------------- | ------------------------- | ------------------ | -------------------------------- | ---------------- | ----------------- | --- |
| 22 | How the Syd Stole Christmas | Jak Syd ukradła święta    | Robbie Countryman  | Nick Rossitto i Patrice Asuncion | 13 grudnia 2019  | 16 listopada 2020 | 201 |
| 23 | Father of the Bribe         | Pojedynek na przysługi    | Robbie Countryman  | Mark Reisman                     | 23 marca 2020    | 17 listopada 2020 | 202 |
| 24 | Sister Pact                 | Pakt sióstr               | Jon Rosenbaym      | Emily Hirshey                    | 24 marca 2020    | 18 listopada 2020 | 205 |
| 25 | Night Not at the Museum     | Noc nie w muzeum          | Robbie Countryman  | Gary Murphy                      | 25 marca 2020    | 19 listopada 2020 | 203 |
| 26 | Going the Green Mile        | Zielona szkoła            | Jon Rosenbaym      | Denise Moss                      | 26 marca 2020    | 20 listopada 2020 | 204 |
| 27 | Girls II Women              | Dziewczynki i kobiety     | Jody Margolin Hahn | Cailan Rose                      | 27 marca 2020    | 23 listopada 2020 | 206 |
| 28 | Baby One More Rhyme         | Czujesz jak rymujesz      | Jody Margolin Hahn | Patrice Asuncion i Nick Rossito  | 3 kwietnia 2020  | 24 listopada 2020 | 210 |
| 29 | Mrs. Harris’ Opus           | Dzieło pani Harris        | Raven-Symoné       | Nick Rossito i Patrice Asuncion  | 10 kwietnia 2020 | 25 listopada 2020 | 215 |
| 30 | The Lunch Club              | Ekipa z obiadu            | Kelly Park         | Cailan Rose                      | 1 czerwca 2020   | 26 listopada 2020 | 214 |
| 31 | Boy Meets Dad               | Chłopak poznaje tatę      | Jody Margolin Hahn | Denise Moss                      | 2 czerwca 2020   | 27 listopada 2020 | 211 |
| 32 | Slurping with the Enemy     | Wrogie koktajle           | Kelly Park         | Eric Zimmerman i Kirill Baru     | 3 czerwca 2020   | 30 listopada 2020 | 213 |
| 33 | What’s My Grade Again?      | To jaką mam ocenę?        | Caroline Rhea      | Emily Hirshey                    | 4 czerwca 2020   | 1 grudnia 2020    | 217 |
| 34 | Crush Hour                  | Zabujani                  | Robbie Countryman  | Gary Murphy                      | 5 czerwca 2020   | 2 grudnia 2020    | 221 |
| 35 | Bummer Rental               | Domek nad jeziorem        | Danielle Fishel    | Kirill Baru i Eric Zimmerman     | 12 czerwca 2020  | 3 grudnia 2020    | 218 |
| 36 | My Best Friends’ Ending     | Koniec przyjaźni          | Jon Rosenbaum      | Kirill Baru i Eric Zimmerman     | 19 czerwca 2020  | 4 grudnia 2020    | 207 |
| 37 | Sing It On                  | Wyśpiewaj to              | David Kendall      | Aaron Wiener                     | 26 czerwca 2020  | 7 grudnia 2020    | 219 |
| 38 | Rock the Float!             | Pora na paradę!           | David Kendall      | Cailan Rose                      | 17 lipca 2020    | 8 grudnia 2020    | 220 |
| 39 | The Big Rozalski            | Wielka Oliwka             | Ian Reed Kesler    | Maegan McConnell i Heather Wood  | 24 lipca 2020    | 9 grudnia 2020    | 208 |
| 40 | When Harry Met Sydney       | Kiedy Harry poznał Sydney | Danielle Fishel    | Emily Hirshey                    | 7 sierpnia 2020  | 10 grudnia 2020   | 209 |
| 41 | Look Who’s Rocking          | Rockowe życie             | Danielle Fishel    | Gary Murphy                      | 14 sierpnia 2020 | 11 grudnia 2020   | 212 |
| 42 | Thirteen Candles            | Trzynaście świeczek       | Jon Rosenbaum      | Denise Moss                      | 21 sierpnia 2020 | 14 grudnia 2020   | 216 |